# William Bendix
William Bendix, född 14 januari 1906 i New York, död 14 december 1964 i Los Angeles, Kalifornien, var en amerikansk skådespelare. Han gjorde scendebut 1939 och filmdebuterade 1942. Han Oscar-nominerades året därpå för bästa manliga biroll i filmen Till sista man. Bendix som var en storvuxen skådespelare fick ofta biroller som underhuggare till gangstrar, till exempel i filmen Glasnyckeln. Men i Alfred Hitchcocks film Livbåt gör han en allvarlig dramatisk roll. Under 1950-talet blev han känd i USA för sin roll som Chester A. Riley i TV-serien The Life of Riley som han gjorde i över 200 avsnitt. Han medverkade i över 80 film- och TV-produktioner fram till 1964.
Han har fått en stjärna på Hollywood Walk of Fame.

## Filmografi, urval
- 1942 – Årets kvinna
- 1942 – Till sista man
- 1942 – Glasnyckeln
- 1943 – Den rödhåriga går på jakt
- 1944 – Livbåt
- 1946 – En skojare i frack
- 1946 – Två år för om masten
- 1946 – Blå dahlian
- 1947 – Spindelnätet
- 1947 – De flygande djävlarna
- 1947 – Kungen från New York
- 1948 – En dag av vårt liv
- 1949 – En yankee vid kung Arthurs hov
- 1951 – Polisstation 21
- 1954 – På farligt uppdrag
- 1962 – Drömbruden
- 1963 – Jagad av brudar
- 1964 – Dags för hängning